# Baraja (carte da gioco)
La Baraja española è un mazzo di 40 carte di origine spagnola. Le carte sono suddivise nei semi coppe, denari, spade, bastoni. Normalmente il mazzo comprende 40 carte, ma a seconda dei giochi può averne anche 48 o 50. Di norma, dopo le prime 7 carte (dall'asso, as, al 7) vengono le figure: sota "fante" (valore 10), caballo "cavallo" (11) e rey "re" (12). Il mazzo di 48 carte comprende anche l'8 e il 9; inoltre, in alcuni giochi vi sono anche 2 comodines "jolly" che portano a 50 il totale.
Questo mazzo è diffuso non solo in Spagna, ma anche nelle ex-colonie di America Latina, come nelle Filippine o in Porto Rico.
Si usano anche in Francia, a Milano, Roma, Napoli,  Palermo e in Portogallo e Marocco.
| Seme castigliano      |         |       |        |         |
| Seme moderno catalano |         |       |        |         |
| Seme Aluette          |         |       |        |         |
| Seme Cadiz            |         |       |        |         |
| Spagnolo              | Espadas | Copas | Oros   | Bastos  |
| Italiano              | Spade   | Coppe | Denari | Bastoni |